# Vescolides
Vescolides es una localidad, actualmente habitada por la familia Villalón, situada en la provincia de Burgos, comunidad autónoma de Castilla y León (España), comarca de Las Merindades, partido judicial de Villarcayo, ayuntamiento de Valle de Losa.

## Geografía
Situado 5,5 km al oeste de la capital del municipio, colindante con Lastras de la Torre y Villabasil, a 30 km de Villarcayo, cabeza de partido, y a 105 km de Burgos. 

### Comunicaciones
- Carretera: Autonómica BU-552, a 1 km, donde circula la línea de autobuses Medina de Pomar–Quincoces de Yuso.

## Demografía
En el censo de 1950 contaba con 36 habitantes, reducidos a 2 en el padrón municipal de 2024.

## Historia
Lugar de la Junta de Oteo en la  Merindad de Losa perteneciente al Corregimiento de las Merindades de Castilla la Vieja, jurisdicción de realengo con regidor pedáneo.
A la caída del Antiguo Régimen queda agregado al ayuntamiento constitucional de Junta de Oteo, en el partido de Villarcayo perteneciente a la región de Castilla la Vieja, para posteriormente integrarse en su actual municipio de Valle de Losa.

## Parroquia
Dependiente de la parroquia de Quincoces de Yuso en el Arzobispado de Burgos, arciprestazgo de Medina de Pomar.